# Beukenwegspoorbrug
De Beukenwegspoorbrug is een spoorbrug in Amsterdam-Oost. Ze ligt in het traject Station Amsterdam Muiderpoort en Station Amsterdam Amstel. Ze is vernoemd naar de Beukenweg, die ze overspant.

## Spoorbrug
De Beukenwegspoorbrug werd gebouwd in de jaren 1938-1939. Het maakte deel uit van de Spoorwegwerken Oost. Deze werden verricht omdat de kruisingen tussen spoorweg en de gewone straten op deze route allemaal gelijkvloers lagen. Dit zorgde voor oponthoud in het toenemende trein- en autoverkeer. Bovendien zorgde het voor onveilige situaties. Om dit te voorkomen werden de spoorwegen omhoog getild en op een dijklichaam geplaatst. Daar waar de voormalige kruisingen lagen kwamen (meestentijds) viaducten. Hier was echter geen sprake van een kruising. In de jaren twintig was hier een voetgangersbrug over het spoorwegtraject geplaatst, omdat voetgangers tussen de Beukenweg en Maritzstraat anders 20 minuten moesten omlopen tussen de Oosterparkbuurt en de Transvaalbuurt. Vanwege de plaatsing van het dijklichaam werd de situatie omgekeerd (voetgangers over spoorlijn naar spoorlijn boven verkeer). Voetgangers moesten na plaatsing en opening van het viaduct nog wel enige tijd over de oude spoorweg lopen. Omdat er tegelijkertijd aan meerdere viaducten werd gewerkt, kregen ze alle een bijna gelijk uiterlijk, dat sindsdien eigenlijk nauwelijks is aangepast. Het viaduct bestaat uit een ijzeren overspanning gedragen door ijzeren pijlers en jukken (dwarsbalken). De dichte (meest lichtgroene) balustraden zijn veelal beklad door graffiti. De zijwanden van het viaduct zijn betegeld.

## Plaquette Spoorwegwerken Oost

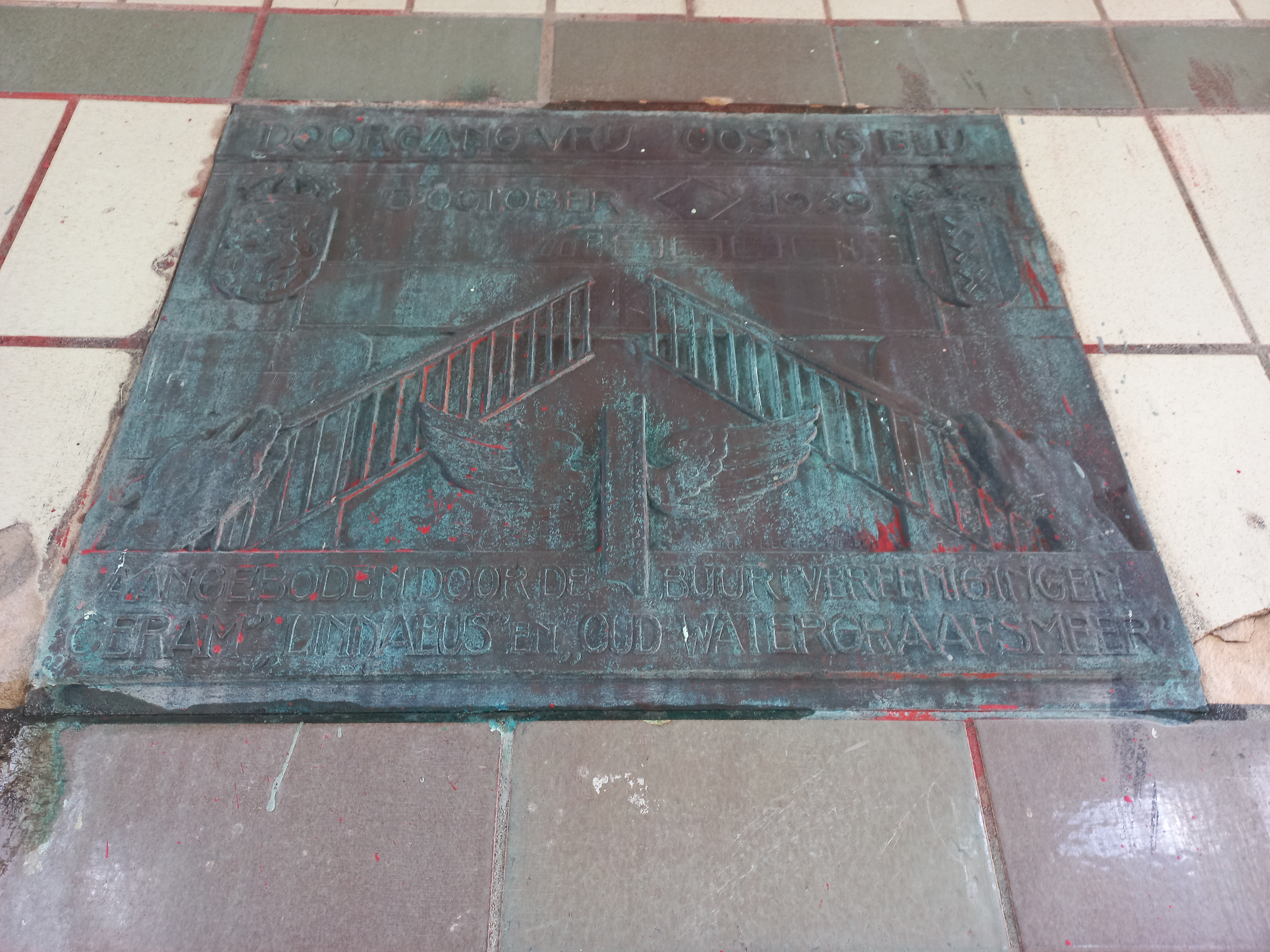
Tableau (april 2023)

Ter afronding van de Spoorwegwerken Oost ontwierp Cornelis Leonardus Johannes Begeer een vijftal plaquettes, die geplaatst zouden worden in de tegelwanden van de Van Swindenspoorbrug, Wijttenbachspoorbrug, Linnaeusspoorbrug, Beukenwegspoorbrug en Wibautstraatspoorbrug  Hij voerde de plaquettes uit in donker brons. De plaquette is rechtsonder gesigneerd.
Alle plaquettes kregen het volgende mee: 
De doorgang vrij, Oost is blij
 15 october 1939
Aangeboden door de buurtverenigingen
Ceram, Linnaeus en Oud Watergraafsmeer
Op de Beukenwegspoorbrug is verder nog te zien een trein, handen die de hekken open maken, wiel met vleugels (teken van de NS) en twee wapens waaronder dat van Amsterdam.
Abcouderpadspoorbrug ·
AMC-Padspoorbrug ·
Amstelveensewegspoorbrug ·
Anderlechtspoorbrug ·
Arlandaspoorbrug ·
Basiswegspoorviaduct Oost ·
Basiswegspoorviaduct West ·
Beethovenspoorbrug ·
Ben Viljoenspoorbrug ·
Beukenwegspoorbrug ·
Bonispoorbrug ·
Bos en Lommerspoorbrug ·
Spoorbrug in de Burgemeester Stramanweg · 
Bullewijkspoorbrug ·
Carrascospoorviaduct ·
Celebesspoorbrug ·
Comeniusspoorbrug ·
Czaar Peterspoorbrug ·
Cruquiusspoorbrug ·
Dalsteinbrug ·
Domselaerspoorbrug ·
Erasmusspoorbrug ·
Europaboulevardspoorbrug ·
Frans de Wollantsspoorbrug ·
Gaasperdammerspoorbrug ·
Haarlemmerwegspoorbrug ·
Heemstedespoorbrug ·
Hemsterhuisspoorbrug ·
Henk Sneevlietspoorbrug ·
Hoogoorddreefspoorbrug ·
Houtmanspoorbrug ·
Houttuinenspoorbrug ·
Insulindespoorbrug ·
Jan Evertsenspoorbrug ·
Jan van Galenspoorbrug ·
Johan Huizingaspoorbrug ·
Kabelwegspoorbrug ·
Karspeldreefspoorbrug ·
Kastrupspoorbrug ·
Kattenburgerspoorbrug ·
Korte Prinsengrachtspoorbrug ·
Kruislaanspoorbrug ·
Lelylaanspoorbrug ·
Linnaeuskadespoorbrug ·
Linneausstraatspoorbrug ·
Meibergpadspoorbrug ·
Molukkenspoorbrug ·
Mr. Treubspoorbrug ·
Museumlijnspoorbrug ·
Nieuwegeinspoorbrug ·
Nieuwe Haagsespoorbrug ·
Noordzeewegspoorbrug ·
Omvalspoorbrug ·
Oostertoegangsspoorbrug ·
Oosterdoksspoorbrug ·
Overbrakerspoorbrug ·
Overzichtspoorbrug ·
Pablo Nerudaspoorbrug West ·
Pablo Nerudaspoorbrug Oost ·
Parnassusspoorbrug ·
Piarcospoorviaduct ·
Pieter Calandspoorbrug ·
Planciusspoorbrug ·
Ringdijkspoorbrug ·
Robert Fruinspoorbrug ·
Rozenoordspoorbrug ·
Schinkelspoorbrug ·
Seinewegspoorbrug Noord ·
Seinewegspoorbrug Zuid ·
Sloterdijkerwegspoorweg ·
Solitudolaanspoorbrug ·
Spaarndammerspoorbrug ·
Strandvlietspoorbrug ·
Tafelbergspoorbrug ·
Tjepmaspoorbrug ·
Transformatorwegspoorbrug ·
Van Swindenspoorbrug ·
Vlaardingenspoorbrug ·
Westerdoksdijkspoorbrug ·
Westertoegangsspoorbrug ·
Wibautspoorbrug ·
Wiltzanghspoorbrug ·
Wijttenbachspoorbrug ·
Zaandijkspoorbrug ·
Zaventemspoorbrug ·
Zeeburgerdijkspoorbrug ·
Zeeburgerpadspoorbrug